# Brummer (Schiff, 1884)
Die Brummer war das Typschiff der nach ihm benannten Schiffsklasse der Kaiserlichen Marine, zu der außerdem noch die Bremse gehörte. Das Panzerkanonenboot wurde ursprünglich zur Verteidigung der deutschen Nord- und Ostseeküste gebaut, jedoch mit der Zeit für verschiedene Zwecke eingesetzt.

## Bau und erste Dienstjahre
Ebenso wie ihr Schwesterschiff wurde die Brummer von der AG Weser in Bremen gebaut. Die Arbeiten am Schiff begannen 1883, der Stapellauf fand am 5. Januar 1884 statt. Die Bewaffnung erhielt das Schiff auf der Kaiserlichen Werft in Wilhelmshaven. Ab dem 10. Oktober 1884 stand es für Probefahrten bereit, die bis zum 21. Februar des Folgejahres andauerten und unter anderem um Skagen herum nach Kiel führten.
Am 1. Mai 1885 wurde die Brummer als Führerschiff der 2. Torpedobootsdivision in Dienst gestellt und unternahm als solches Übungen mit seiner Division in der westlichen Ostsee. Am 28. Juli trat der Verband zur Torpedobootsflottille, die zu dieser Zeit unter dem Kommando von Korvettenkapitän Alfred Tirpitz stand. Bis zur Außerdienststellung am 5. Oktober nahm die Brummer an den Manövern der Flottille teil. Der Einsatz 1886 glich dem des Vorjahres und umfasste den Zeitraum vom 4. Mai bis zum 9. Oktober.

Brummer beim Fischereischutz vor der Weser, Gemälde von Friedrich Schwinge, um 1895

Da für den Dienst als Führerschiffe spezielle Divisionsboote angeschafft wurden, erfolgte der nächste Einsatz der Brummer erst 1892 als Tender für das Artillerieschulschiff Mars sowie für die Ausbildung an Maschinenwaffen. Auch 1893 nahm sie vom 14. Februar an diese Aufgabe wahr, wurde dann ab 10. April jedoch im Fischereischutz in der Deutschen Bucht eingesetzt. Im September folgte eine Beteiligung an den Manövern der Flotte, die mit der Außerdienststellung in Wilhelmshaven am 30. September endete. Der Dienst im Folgejahr war ähnlich. Vom 20. März bis Mitte August war die Brummer wieder als Fischereischutzschiff tätig, fuhr dann als Aufklärer während der Herbstmanöver und wurde am 29. September erneut außer Dienst gestellt.

## Dienst als Schulschiff
Erst am 3. April 1900 wurde die Brummer wieder in Dienst gestellt, nunmehr als Schulschiff für Maschinenwaffen. Zuvor wurde das Schiff einem kleineren Umbau unterzogen und an seine neue Aufgabe angepasst: die Artilleriebestückung wurde geändert, der Schornstein um einen Meter erhöht und achtern eine zusätzliche Plattform eingebaut. Bis zum 22. Dezember 1900 wurden Ausbildungsfahrten in der Deutschen Bucht und der Ostsee durchgeführt. Die Brummer blieb weiterhin in Dienst, jedoch bis Mitte Februar 1901 mit reduzierter Besatzung.
In den folgenden Jahren versah die Brummer weiter ihren Dienst als Schulschiff. Dabei erstreckte sich die Einsatzzeit 1901 von Februar bis zum 15. November, 1902 vom 14. Januar bis zum 28. November, 1903 vom 3. Februar bis zum 15. November und 1904 von Mitte Februar bis zum 3. Oktober. Die Wintermonate blieb das Schiff jeweils mit reduzierter Besatzung im Hafen. Am 13. November 1902 kollidierte die Brummer vor Schleimünde mit dem Artillerieversuchsschiff Freya, wobei jedoch an keinem der beiden Schiffe größerer Schaden entstand. Die Zeit als Schulschiff endete mit der Außerdienststellung am 10. Januar 1905.
Ein letztes Mal kam die Brummer vom 14. November 1906 bis zum 22. März 1907 als Ersatz für die in der Werft befindliche Pfeil zum Einsatz. Sie diente dabei als Tender für die Schlachtflotte. Nach Beendigung dieser Aufgabe wurde das Schiff am 27. März 1907 endgültig außer Dienst gestellt.

## Verbleib
Zwei Monate nach der Außerdienststellung erfolgte am 27. Mai 1907 die Streichung aus der Liste der Kriegsschiffe. Die Brummer wurde fortan in Kiel als Lagerhulk verwendet. Das Schiff wurde am 2. Juli 1921 für 165.000 Mark verkauft und 1922 in Wilhelmshaven abgewrackt.

## Kommandanten
| 10. Oktober 1884 bis 21. Februar 1885 | unbekannt                                          |
| 1. Mai bis 5. Oktober 1885            | Kapitänleutnant Felix Hasenclever                  |
| 4. Mai bis 9. Oktober 1886            | Kapitänleutnant Carl Wodrig                        |
| 2. März bis 4. August 1892            | Kapitänleutnant Friedrich Gerstung                 |
| 14. Februar bis März 1893             | Kapitänleutnant Friedrich Gerstung                 |
| März bis 30. September 1893           | Kapitänleutnant Carl Franz                         |
| 20. März bis 29. September 1894       | Kapitänleutnant Gerhard Meyer                      |
| 3. April bis 22. Dezember 1900        | unbekannt                                          |
| Februar bis September 1901            | Kapitänleutnant Heinrich Trendtel                  |
| September bis 15. November 1901       | Kapitänleutnant Georg Dewitz                       |
| 14. Januar bis September 1902         | Kapitänleutnant Georg Dewitz                       |
| September bis 28. November 1902       | Kapitänleutnant Adalbert Kinel                     |
| 3. Februar bis 15. November 1903      | Kapitänleutnant Adalbert Kinel                     |
| Februar bis September 1904            | Kapitänleutnant Friedrich Menger                   |
| September 1904 bis 10. Januar 1905    | Kapitänleutnant Felix Mersmann                     |
| November 1906                         | Oberleutnant zur See Robert Becker (in Vertretung) |
| November 1906 bis 27. März 1907       | Korvettenkapitän Otto Meinardus                    |